# Де Симоне, Доменико
Доменико Де Симоне (итал. Domenico de Simone; 29 ноября 1768, Беневенто, Папская область — 9 ноября 1837, Рим, Папская область) — итальянский куриальный кардинал. Префект Дома Его Святейшества и Префект Апостольского дворца с 15 декабря 1828 по 15 марта 1830. Камерленго Священной Коллегии кардиналов с 24 февраля 1832 по 15 апреля 1833. Кардинал-дьякон с 15 марта 1830, с титулярной диаконией Сант-Анджело-ин-Пескерия с 5 июля 1830.